# Pleurothallis brachyglottis
Pleurothallis brachyglottis är en orkidéart som beskrevs av Heinrich Gustav Reichenbach. Pleurothallis brachyglottis ingår i släktet Pleurothallis och familjen orkidéer.
Artens utbredningsområde är Kuba. Inga underarter finns listade i Catalogue of Life.